# Neophyllaphis cuschensis
Neophyllaphis cuschensis är en insektsart som beskrevs av Nieto Nafría och Delfino 2008. Neophyllaphis cuschensis ingår i släktet Neophyllaphis och familjen långrörsbladlöss. Inga underarter finns listade i Catalogue of Life.